# Pierre Kalulu
Pierre Kalulu, né le 5 juin 2000 à Lyon en France, est un footballeur international français qui évolue au poste de défenseur central ou d'arrière droit à la Juventus FC.

## Biographie

### Carrière en club

#### Formation et premier contrat professionnel
Pierre Kalulu naît à Lyon d'une famille originaire de la République démocratique du Congo. Ayant commencé sa pratique footballistique à l'AS Saint-Priest, Kalulu rejoint le centre de formation de l'Olympique lyonnais à l'été 2010,. Devenu un joueur régulier de la réserve lyonnaise depuis 2018, il figure une première fois sur la feuille de match avec l'équipe senior le 5 février 2020, à l'occasion d'un match de Ligue 1 contre Amiens,.
Mais à l'été 2020 — alors que la saison a été interrompue par le covid, avant que Kalulu n'aie pu faire ses débuts en équipe première — il signe finalement son premier contrat professionnel à l'AC Milan en Italie.
La direction de l'OL avait pourtant vraisemblablement fait beaucoup pour retenir le jeune défenseur — notamment sur le plan financier — ses efforts étant contrés par la difficulté du club à se séparer rapidement d'éléments plus ou moins indésirables au poste d'arrière droit, tels que Kenny Tete ou Rafael qui bloquaient l'essor du jeune lyonnais,,. Kalulu choisit ainsi de rejoindre un Milan qui — sous la direction du fonds d’investissement  Elliott Management — mise beaucoup sur la valorisation des jeunes tout en ayant de fortes ambitions — à l'image de son glorieux passé — incarnées par des personnalités comme Zlatan Ibrahimović sur le terrain où Paolo Maldini à la direction sportive,.

#### Débuts à l'AC Milan
Kalulu fait ses débuts professionnels le 10 décembre 2020, disputant l'intégralité du match de Ligue Europa contre le Sparta Prague en tant que défenseur central gauche ; ses performances défensives aidant le Milan à gagner 1-0 à l'extérieur.
Trois jours plus tard, il fait ses débuts en Serie A —  cette fois sur le côté droit de la charnière centrale — remplaçant Matteo Gabbia sur blessure à la 5e minute d'un match à domicile contre Parme. La journée suivante il marque son premier but lors de sa première titularisation en championnat, lors d'un match à l'extérieur contre le Genoa où il permet à son équipe d'arracher le match nul avec le but de l'égalisation 2-2,,,.
Kalulu se taille alors peu à peu une place dans l'effectif, entra la Ligue Europa et la Serie A, où l'AC Milan bataille pour le titre avec son rival milanais, ayant notamment figuré en tête du classement de la 4e à la 21e journée. Kalulu se voit notamment récompensé pour ses performances par un appel à l'Euro espoirs en mars 2021,.
En novembre 2023, il est opéré d'une rupture du tendon du muscle droit fémoral gauche, ce qui le contraint à une absence des terrains estimée à quatre mois.

#### Prêt puis transfert à la Juventus
L'AC Milan annonce le 21 août 2024, le prêt payant de 3 millions d'euros du défenseur français à la Juventus pour une saison,. Le jour de son 25e anniversaire, le 5 juin 2025, Pierre Kalulu est définitivement transféré à la Juve jusqu'en 2029.[réf. souhaitée] Satisfait de l'excellente saison de son joueur, le club turinois lève ainsi l'option d'achat de 14,5 millions d'euros.[réf. souhaitée]

### Carrière en sélection
International français dès les moins de 18 ans, Pierre Kalulu participe ensuite à l'euro des moins de 19 ans en 2019 avec la France, où les bleuets atteignent les demi-finales de la compétition.
Fort de ses performances à Milan, il obtient son premier appel avec les espoirs français en mars 2021, pour participer aux phases finales de l'Euro espoirs 2021,,. Il ne connait toutefois pas encore de sélection durant la phase de groupe, se voyant bloqué en défense par des joueurs comme Jules Koundé, Benoît Badiashile, Wesley Fofana ou encore Colin Dagba.
Le 2 juillet 2021, il est retenu dans la liste des vingt-un joueurs Français sélectionnés par Sylvain Ripoll pour disputer les Jeux olympiques d'été de 2020 qui se déroulent à l'été 2021 au Japon. Le 16 juillet, il fait ses débuts en tant que titulaire avec la sélection olympique contre la Corée du Sud en match préparatoire aux JO de Tokyo (victoire 2-1).
Le 21 mai 2025, Pierre Kalulu est appelé pour la première fois en équipe de France A par Didier Deschamps, en vue de disputer le Final Four de la Ligue des Nations,. Le 5 juin, il fête son 25e anniversaire en étant titulaire au poste de latéral droit lors de la demi-finale face à l'Espagne lors d'une défaite cinq buts à quatre mais n'entre pas en jeu lors de la petite finale remportée par les Bleus quelques jours plus tard.

## Style de jeu
Défenseur polyvalent, il alterne entre le poste d'arrière droit et de défenseur central lors de sa formation puis lors de ses débuts professionnels à Milan,. Cette polyvalence prononcée lui vaut notamment une comparaison à Lilian Thuram à l'aube de sa carrière.

## Vie privée
Kalulu est le frère cadet des footballeurs Aldo Kalulu et Gédéon Kalulu.

## Statistiques
Le tableau suivant récapitule les statistiques de Pierre Kalulu durant sa carrière professionnelle en club.

| Saison                | Club                  | Championnat           | Championnat | Championnat | Championnat | Coupe(s) nationale(s) | Coupe(s) nationale(s) | Coupe(s) nationale(s) | Supercoupe | Supercoupe | Supercoupe | Compétition(s) continentale(s) | Compétition(s) continentale(s) | Compétition(s) continentale(s) | Compétition(s) continentale(s) | Coupe du monde des clubs | Coupe du monde des clubs | Coupe du monde des clubs | Total | Total | Total |
| Saison                | Club                  | Division              | M.          | B.          | P.d.        | M.                    | B.                    | P.d.                  | M.         | B.         | P.d.       | Comp.                          | M.                             | B.                             | P.d.                           | M.                       | B.                       | P.d.                     | M.    | B.    | P.d.  |
| 2020-2021             | AC Milan              | Serie A               | 13          | 1           | 1           | 1                     | 0                     | 0                     | -          | -          | -          | C3                             | 4                              | 0                              | 0                              | -                        | -                        | -                        | 18    | 1     | 1     |
| 2021-2022             | AC Milan              | Serie A               | 28          | 1           | 2           | 4                     | 0                     | 0                     | -          | -          | -          | C1                             | 5                              | 0                              | 1                              | -                        | -                        | -                        | 37    | 1     | 3     |
| 2022-2023             | AC Milan              | Serie A               | 35          | 1           | 0           | 1                     | 0                     | 0                     | 1          | 0          | 0          | C1                             | 9                              | 0                              | 0                              | -                        | -                        | -                        | 46    | 1     | 0     |
| 2023-2024             | AC Milan              | Serie A               | 9           | 0           | 0           | -                     | -                     | -                     | -          | -          | -          | C1+C3                          | 1+1                            | 0                              | 0                              | -                        | -                        | -                        | 11    | 0     | 0     |
| Sous-total            | Sous-total            | Sous-total            | 85          | 3           | 3           | 6                     | 0                     | 0                     | 1          | 0          | 0          | -                              | 20                             | 0                              | 1                              | -                        | -                        | -                        | 112   | 3     | 4     |
| 2024-2025             | Juventus FC (prêt)    | Serie A               | 29          | 1           | 0           | 1                     | 0                     | 0                     | 1          | 0          | 0          | C1                             | 8                              | 0                              | 0                              | 4                        | 0                        | 0                        | 43    | 1     | 0     |
| Total sur la carrière | Total sur la carrière | Total sur la carrière | 114         | 4           | 3           | 7                     | 0                     | 0                     | 2          | 0          | 0          | -                              | 28                             | 0                              | 0                              | 4                        | 0                        | 0                        | 155   | 4     | 3     |

## En sélection nationale
| Saison                | Sélection             | Phases finales              | Phases finales | Phases finales | Phases finales | Éliminatoires | Éliminatoires | Éliminatoires | Ligue des nations | Ligue des nations | Ligue des nations | Matchs amicaux | Matchs amicaux | Matchs amicaux | Total | Total | Total |
| Saison                | Sélection             | Compétition                 | M              | B              | Pd             | M             | B             | Pd            | M                 | B                 | Pd                | M              | B              | Pd             | M     | B     | Pd    |
| --------------------- | --------------------- | --------------------------- | -------------- | -------------- | -------------- | ------------- | ------------- | ------------- | ----------------- | ----------------- | ----------------- | -------------- | -------------- | -------------- | ----- | ----- | ----- |
| 2024-2025             | France                | Ligue des nations 2024-2025 | 1              | 0              | 0              | -             | -             | -             | -                 | -                 | -                 | -              | -              | -              | 1     | 0     | 0     |
| Total sur la carrière | Total sur la carrière | Total sur la carrière       | 1              | 0              | 0              | -             | -             | -             | -                 | -                 | -                 | -              | -              | -              | 1     | 0     | 0     |

### Liste des matchs internationaux
| Matchs internationaux de Pierre Kalulu | Matchs internationaux de Pierre Kalulu | Matchs internationaux de Pierre Kalulu | Matchs internationaux de Pierre Kalulu | Matchs internationaux de Pierre Kalulu | Matchs internationaux de Pierre Kalulu | Matchs internationaux de Pierre Kalulu                       |
|                                        | Date                                   | Lieu                                   | Adversaire                             | Résultat                               | Compétition                            | Notes                                                        |
| -------------------------------------- | -------------------------------------- | -------------------------------------- | -------------------------------------- | -------------------------------------- | -------------------------------------- | ------------------------------------------------------------ |
| 1.                                     | 5 juin 2025                            | MHPArena, Stuttgart, Allemagne         | Espagne                                | 5 - 4                                  | Ligue des nations 2024-2025            | Titulaire et remplacé par Malo Gusto à la 63e minute de jeu. |

## Palmarès

### En club
Avec l'AC Milan, Pierre Kalulu est champion d'Italie en 2022 et vice-champion en 2021 et 2024.
Il est également finaliste de la Supercoupe d'Italie en 2022.

### En sélection
Avec l'équipe de France, il termine troisième de la Ligue des nations 2025.
| AC Milan (2)                                                                                                | France                                 |
| --- | -------------------------------------- |
| - Serie A (1) : - Champion : 2022 - Vice-champion : 2021 et 2024 - Supercoupe d'Italie : - Finaliste : 2022 | - Ligue des nations - Troisième : 2025 |